# Chloronia plaumanni
Chloronia plaumanni är en insektsart som beskrevs av Penny och Oliver S. Flint Jr. 1982. Chloronia plaumanni ingår i släktet Chloronia och familjen Corydalidae. Inga underarter finns listade i Catalogue of Life.